# فنیل‌استون
فنیل استون (به انگلیسی: Phenylacetone) یک ترکیب شیمیایی با شناسه پاب‌کم ۷۶۷۸ می باشد. این ماده در ساخت مت‌آمفتامین و آمفتامین استفاده می‌شود، جایی که معمولاً به عنوان P2P شناخته می‌شود. به دلیل آزمایشگاه‌های مواد مخدر غیرقانونی (شیمی پنهان) که از فنیل استون برای ساخت آمفتامین‌ها استفاده می‌کردند، فنیل استون در سال 1980 در ایالات متحده به عنوان یک ماده کنترل‌شده بر اساس برنامه دوم در ایالات متحده اعلام شد.